# Prophecy
「Prophecy」（プロフェシー）は、川田まみの8作目のシングル。2009年11月18日にジェネオン・ユニバーサル・エンターテイメントジャパンから発売された。

## 概要
2009年6月24日発売の『L'Oiseau bleu』を除くと9ヶ月ぶりのリリースとなる。表題曲のタイトルの「Prophecy」とは英語で「預言」の意。初回限定盤(GNCV-0007)には「Prophecy」のPVを収録したDVDが同封されている。

I'veのギタリストである尾崎武士が、今作では中沢伴行と共同でシングル作品としては初の作曲に参加している。

## 収録曲
1. Prophecy [4:52] 
作詞：川田まみ／作曲・編曲：中沢伴行、尾崎武士
  - OVA『灼眼のシャナS』オープニングテーマ
2. a frame [4:09] 
作詞：川田まみ／作曲・編曲：中沢伴行、尾崎武士
3. Prophecy（Instrumental）
4. a frame（Instrumental）